# 山口瑠伊
山口 瑠伊（やまぐち るい、1998年5月28日 - ）は、東京都新宿区出身のプロサッカー選手。Jリーグ・川崎フロンターレ所属。ポジションはゴールキーパー（GK）。

## 来歴
父はフランス人、母は日本人。幼少期は柔道も習っており、体を投げ出す動きが柔道に似ているというGKにのめりこんだ。
中学時からFC東京U-15深川に加入。同期には廣末陸、内田宅哉、岡崎慎、杉岡大暉、名倉巧らがいた。廣末とのポジション争いを経て、2014年にU-18へと昇格したが、学業との両立が難しくなったことやFC東京U-15むさしから同じく昇格したGK波多野豪が評価されたこともあって、FC東京U-18を退団した。
2014年夏にフランスのFCロリアンへ移籍。登録名を「ルイ・テボー (Louis Thébault)」（Thébaultは父の姓）とした。
2017年6月27日、テルセーラ・ディビシオン（当時スペイン4部相当）のエストレマドゥーラUDに移籍することが発表された。2019年11月3日、第14節のジローナFC戦で初先発を果たしてスペインデビューを果たした。
2020年8月11日、セグンダ・ディビシオンB（当時スペイン3部相当）のレクレアティーボ・ウェルバと2020-21シーズンの契約を結んだ。
ウェルバ退団後は無所属となっていたが、2021年9月27日に行われたJエリートリーググループA第8節の北海道コンサドーレ札幌対水戸ホーリーホック戦において、水戸の練習生としてベンチ入りした。
2021年12月28日、水戸ホーリーホックへの加入が発表された。水戸では正GKとして63試合出場した。
2024年1月6日、J1に昇格したFC町田ゼルビアに完全移籍。しかし、同じく新加入の谷晃生や福井光輝とのポジション争いに敗れ、天皇杯1試合のみの出場にとどまった。
2024年8月14日、川崎フロンターレへ期限付き移籍することが発表された。同年8月17日に行われた第27節横浜F・マリノス戦でベンチ入りした。9月4日に行われたルヴァンカップ準々決勝第1戦ヴァンフォーレ甲府戦で先発出場を果たしビックセーブを見せ見事無失点でチームの勝利に貢献した。また10月9日に行われたルヴァンカップ準決勝第1戦アルビレックス新潟戦にも先発出場した。
2024年12月21日、川崎フロンターレに完全移籍することが発表された。
2025年サウジアラビアで行われた AFCチャンピオンズリーグエリート 2024/25ではフル出場を果たし5月1日に行われた準決勝アル・ナスルFC戦ではクリスティアーノ・ロナウドのシュートを止めるなどチームの決勝戦進出に大きく貢献した。(チームは準優勝となった。)

## 所属クラブ
ユース経歴
- 2006年 - 2010年  FC WASEDA[2]（リセ・フランコ・ジャポネ・ド・東京）[1]
- 2011年 - 2013年  FC東京U-15深川（リセ・フランコ・ジャポネ・ド・東京）
- 2014年  FC東京U-18（リセ・フランコ・ジャポネ・ド・東京）
- 2014年 - 2015年  FCロリアンU-17
- 2015年 - 2017年  FCロリアンU-19（fr:Grenoble École de management）[8]

プロ経歴
- 2019年 - 2020年  エストレマドゥーラUD
  - 2017年 - 2019年  エストレマドゥーラUD B
- 2020年 - 2021年  レクレアティボ・ウエルバ
- 2022年 - 2023年  水戸ホーリーホック
- 2024年  FC町田ゼルビア
  - 2024年8月 - 12月  川崎フロンターレ（期限付き移籍）
- 2025年 -  川崎フロンターレ

## 個人成績
| 国内大会個人成績 | 国内大会個人成績   | 国内大会個人成績 | 国内大会個人成績 | 国内大会個人成績 | 国内大会個人成績 | 国内大会個人成績 | 国内大会個人成績 | 国内大会個人成績 | 国内大会個人成績 | 国内大会個人成績 | 国内大会個人成績 |
| 年度             | クラブ             | 背番号           | リーグ           | リーグ戦         | リーグ戦         | リーグ杯         | リーグ杯         | オープン杯       | オープン杯       | 期間通算         | 期間通算         |
| 年度             | クラブ             | 背番号           | リーグ           | 出場             | 得点             | 出場             | 得点             | 出場             | 得点             | 出場             | 得点             |
| スペイン         | スペイン           | スペイン         | スペイン         | リーグ戦         | リーグ戦         | 国王杯           | 国王杯           | オープン杯       | オープン杯       | 期間通算         | 期間通算         |
| ---------------- | ------------------ | ---------------- | ---------------- | ---------------- | ---------------- | ---------------- | ---------------- | ---------------- | ---------------- | ---------------- | ---------------- |
| 2017-18          | エストレマドゥーラ |                  | セグンダB        | 0                | 0                | 0                | 0                | -                | -                | 0                | 0                |
| 2018-19          | エストレマドゥーラ | 28               | セグンダ         | 0                | 0                | 0                | 0                | -                | -                | 0                | 0                |
| 2019-20          | エストレマドゥーラ | 28               | セグンダ         | 1                | 0                | 1                | 0                | -                | -                | 2                | 0                |
| 2020-21          | レクレアティーボ   | 1                | セグンダB        | 4                | 0                | 0                | 0                | -                | -                | 4                | 0                |
| 日本             | 日本               | 日本             | 日本             | リーグ戦         | リーグ戦         | リーグ杯         | リーグ杯         | 天皇杯           | 天皇杯           | 期間通算         | 期間通算         |
| 2022             | 水戸               | 28               | J2               | 34               | 0                | -                | -                | 0                | 0                | 34               | 0                |
| 2023             | 水戸               | 28               | J2               | 29               | 0                | -                | -                | 0                | 0                | 29               | 0                |
| 2024             | 町田               | 28               | J1               | 0                | 0                | 0                | 0                | 1                | 0                | 1                | 0                |
| 2024             | 川崎               | 98               | J1               | 0                | 0                | 2                | 0                | 0                | 0                | 2                | 0                |
| 2025             | 川崎               | 98               | J1               |                  |                  |                  |                  |                  |                  |                  |                  |
| 通算             | スペイン           | スペイン         | セグンダ         | 1                | 0                | 1                | 0                | -                | -                | 2                | 0                |
| 通算             | スペイン           | スペイン         | セグンダB        | 4                | 0                | 0                | 0                | 0                | 0                | 0                | 0                |
| 通算             | 日本               | 日本             | J1               | 0                | 0                | 2                | 0                | 1                | 0                | 3                | 0                |
| 通算             | 日本               | 日本             | J2               | 63               | 0                | -                | -                | 0                | 0                | 63               | 0                |
| 総通算           | 総通算             | 総通算           | 総通算           | 68               | 0                | 3                | 0                | 1                | 0                | 72               | 0                |

| 2015-16  | ロリアンB           |          | CFA        | 0        | 0        | 0        | 0        |
| 2016-17  | ロリアンB           |          | CFA        | 0        | 0        | 0        | 0        |
| スペイン | スペイン            | スペイン | スペイン   | リーグ戦 | リーグ戦 | 期間通算 | 期間通算 |
| 2018-19  | エストレマドゥーラB |          | テルセーラ | 31       | 0        | 31       | 0        |
| 2019-20  | エストレマドゥーラB |          | テルセーラ | 2        | 0        | 2        | 0        |
| 通算     | フランス            | フランス | CFA        | 0        | 0        | 0        | 0        |
| 通算     | スペイン            | スペイン | テルセーラ | 33       | 0        | 33       | 0        |
| 総通算   | 総通算              | 総通算   | 総通算     | 33       | 0        | 33       | 0        |

## 代表歴
- U-17日本代表
  - 国際ユースサッカーin新潟 (2015年)
  - バツラフ・イェジェク国際ユーストーナメント(2015年)
- U-18日本代表
  - AFC U-19選手権2016 (予選)(2015年)
- U-19日本代表
  - バーレーンU-19カップ (2016年)
  - NTC招待大会 (2016年)
- U-20日本代表
  - U-20ワールドカップ (2017年)
  - AFC U-23選手権2018 (予選)（2017年）
- U-21日本代表
  - トゥーロン国際大会（2018年）
  - ドバイカップU-23（2018年）
- U-22日本代表
  - トゥーロン国際大会（2019年）
  - キリンチャレンジカップ（2019年）